# Bahrains internationella flygplats
Bahrains internationella flygplats (IATA: BAH, ICAO: OBBI) (arabiska: مطار البحرين الدولي) är den internationella flygplatsen i Bahrain, belägen på ön Muharraq. Den ligger 7 km nordöst om huvudstaden Manama.
Flygplatsen är en hubb för flygbolaget Gulf Air.